# 萨拉通
萨拉通，是西班牙拉里奥哈自治区的一个市镇。总面积19平方公里，总人口253人（2001年），人口密度13人/平方公里。